# 비타우타스 란츠베르기스
비타우타스 란츠베르기스(리투아니아어: Vytautas Landsbergis, 1932년 10월 18일 ~ )는 리투아니아의 작곡가, 정치인이다. 소속 정당은 조국연합-리투아니아 기독교민주당이다.

## 생애
비타우타스 란츠베르기스는 카우나스에서 건축가인 비타우타스 란츠베르기스젬칼니스(Vytautas Landsbergis-Žemkalnis)와 안과 의사인 오나 야블론스키테란츠베르기에네(Ona Jablonskytė-Landsbergienė) 부부의 아들로 태어났다. 1952년 리투아니아 체스 선수권 대회 3위에 오른 경력을 갖고 있으며 1955년에는 리투아니아 음악 학교(현재의 리투아니아 음악 연극 아카데미)를 졸업했고 1978년부터 1990년까지 리투아니아 음악 학교, 빌뉴스 교육 대학교에서 교수로 근무했다.
란츠베르기스는 1988년에는 리투아니아의 탈소련 독립 운동 단체인 사유디스를 설립했다. 1990년 3월 11일부터 1992년 11월 25일까지 리투아니아 최고평의회 의장을 역임했다. 1993년에는 사유디스 출신 인사들이 설립한 정당인 조국연합에 입당했고 1993년 5월 1일부터 2003년 5월 24일까지 조국연합의 당수를 역임했다. 란츠베르기스는 1996년 11월 25일부터 2000년 10월 19일까지 리투아니아의 입법부인 세이마스의 의장을 역임했다.
란츠베르기스는 1997년에 실시된 리투아니아 대통령 선거에서 조국연합 후보로 출마했지만 1차 투표에서 3위를 기록하면서 낙선했고 결선 투표에서는 발다스 아담쿠스 후보를 지지했다. 란츠베르기스는 2004년부터 2014년까지 유럽 의회의 리투아니아 대표 의원을 역임했다. 2005년 1월에는 유럽 의회에서 유럽 연합법에 따라 공산주의 상징, 나치즘 상징의 사용을 금지하자고 제안했지만 성사되지는 않았다.
란츠베르기스는 1994년 미국에서 설립된 비영리 재단인 공산주의 희생자 기념재단의 자문 위원을 역임했으며 2008년 6월 3일에는 《유럽의 양심과 공산주의에 관한 프라하 선언》에 서명했다.

## 가족
란츠베르기스는 리투아니아의 피아노 연주자이자 리투아니아 음악 연극 아카데미 교수인 그라지나 루치테란츠베르기에네(Gražina Ručytė-Landsbergienė, 1930년 1월 28일 ~ 2020년 3월 10일)와 결혼했다. 란츠베르기스의 딸인 유라테 란츠베르기테(Jūratė Landsbergytė), 비루테 란츠베르기테체하나비치에네(Birutė Landsbergytė-Cechanavičienė) 자매는 음악가로 활동했고 란츠베르기스의 아들인 비타우타스 V. 란츠베르기스(Vytautas V. Landsbergis)는 작가, 영화 감독으로 활동했다. 란츠베르기스의 손자인 가브리엘류스 란츠베르기스는 세이마스 의원, 리투아니아 외무부 장관을 역임했다.

## 역대 선거 결과
| 선거명         | 직책명              | 대수 | 정당                             | 1차 득표율 | 1차 득표수 | 2차 득표율 | 2차 득표수 | 결과 | 당락 |
| -------------- | ------------------- | ---- | -------------------------------- | ---------- | ---------- | ---------- | ---------- | ---- | ---- |
| 1997-98년 선거 | 리투아니아의 대통령 | 7대  | 조국연합-리투아니아 기독교민주당 | 15.92%     | 294,881표  |            |            | 3위  | 낙선 |